# Kiểu gen

Một bảng Punnett mô tả sự lai hai cây đậu Hà Lan dị hợp tử ở tính trạng hoa màu tía (B) và màu trắng (b).

Theo nghĩa rộng, thuật ngữ kiểu gen là tổ hợp toàn bộ các gen trong tế bào của cơ thể thuộc 1 loài sinh vật. Theo nghĩa hẹp, tập hợp tất cả alen - những dạng biến dị khác nhau của cùng một gene-ở một cá thể được gọi là kiểu gen của cá thể đó. Loài người là sinh vật lưỡng bội, có nghĩa rằng ở mỗi vị trí gen có hai alen, hay vị trí locus xác định trên nhiễm sắc thể, mà một alen thừa hưởng từ bố hoặc mẹ. Mỗi cặp alen đại diện cho kiểu gen của một gen nhất định. Ví dụ, ở cây đậu Hà Lan, gen xác định tính trạng màu của hoa có hai alen. Một alen xác định hoa màu tía và được ký hiệu bằng chữ B viết hoa, và alen kia xác định hoa màu trắng được ký hiệu bằng chữ b viết thường. Do vậy quần thể các cây đậu Hà Lan có thể có ba kiển gen ở vị trí locus: BB, Bb, hay bb. Mỗi kiểu gen của cây đóng góp vào kiểu hình của nó, mà trong trường hợp này là thể hiện màu sắc của hoa. Cá thể mà có hai alen giống nhau ở một gen được gọi là đồng hợp tử ở gen đấy, còn nếu có hai alen khác nhau thì cá thể gọi là dị hợp tử.